# Borda da Mata (ort)
Borda da Mata är en ort i Brasilien.   Den ligger i kommunen Borda da Mata och delstaten Minas Gerais, i den sydöstra delen av landet, 700 km söder om huvudstaden Brasília. Borda da Mata ligger 895 meter över havet och antalet invånare är 12 814.
Terrängen runt Borda da Mata är kuperad västerut, men österut är den platt. Borda da Mata är det största samhället i trakten.
Omgivningarna runt Borda da Mata är huvudsakligen savann. Runt Borda da Mata är det ganska glesbefolkat, med 34 invånare per kvadratkilometer.